# Невропсихология
Невропсихологията е поддисциплина на неврологията и психологията, която изучава психичната функционалност от гледна точка на неврологията. Сред предвестниците на невропсихологията са Франц Йосиф Гал и Йохан Шпурцхайм, и най-вече Пол Брока, който получава известност с трудовете си относно локализацията на мозъчните центрове на речта (в задната трета на долната челна лява извивка) и афазията. Модерната невропсихология се основава на анатомията на централната нервна система, неврофизиологията и неврохимията. Невропсихологията може да има приложение и в зоологията от гледна точка на зоопсихологията.